# Pistolet Caracal
Caracal – pistolet samopowtarzalny kalibru 9 x 19 mm Parabellum produkowany przez Caracal International ze Zjednoczonych Emiratów Arabskich na miejscu oraz przez oddział w Niemczech. 
Pistolet jest produkowany w kilku wersjach:
- Caracal F - pełnowymiarowa wersja podstawowa z 104-mm lufą i standardowym 18-nabojowym magazynkiem
- Caracal C - kompaktowej z 90-mm lufą z 15-nabojowym magazynkiem
- Caracal SC - pół-kompaktowej z 86-mm lufą